# Kurt Georg Förster
Kurt Georg Förster (* 18. August 1904 in Hamburg; † 4. Januar 1987 ebenda) war ein deutscher Ingenieur und Baudirektor.

## Leben und Wirken
Kurt Georg Förster besuchte das Heinrich-Hertz-Realgymnasium in Hamburg und absolvierte das Abitur 1923 in Jena. Danach studierte er Bauingenieurwesen an der Technischen Hochschule Danzig und der Technischen Hochschule Braunschweig. Nach der erfolgreich bestandenen Diplom-Hauptprüfung arbeitete er mehrere Jahre in der Bauindustrie. Von 1932/33 bis 1936 arbeitete er als Assistent an der Technischen Hochschule Hannover, anschließend in der Fachrichtung Wasserbau an der Technischen Hochschule in Braunschweig. Hier promovierte er 1936 zum Dr.-Ing.
Förster sammelte zwei weitere Jahre Berufserfahrung und arbeitete ab dem 1. April 1938 als Angestellter in der Planungsabteilung des Hamburger Hafens. 1943 wurde er Baurat, fünf Jahre später Oberbaurat. Erwähnenswert sind seine Verdienste um die Landungsbrücken, die zu dieser Zeit wiederhergestellt und neu gestaltet wurden. Ab 1953 leitete Förster die Planungsabteilung. Hier hatte er signifikanten Anteil am Neuaufbau des kriegsbedingt zerstörten Hafens. Hierbei entwickelte neue Kaischuppen und Kaimauern und neue, optimierte Bauelemente. Förster besaß Patente für spezielle Bauformen von Dalben, die dabei zum Einsatz kamen. 1964 wurde Förster zum Baudirektor ernannt. Der in nationalen und internationalen Fachkreisen hoch angesehene Ingenieur ging 1969 in Pension.

## Tätigkeiten als Gutachter
Förster unterstützte mehrere Bauvorhaben, so ab 1949 den „Arbeitsausschuss Ufereinfassungen“ der Hafenbautechnischen Gesellschaft und ab 1950 die Deutsche Gesellschaft für Erd- und Grundbau. Er bereiste nahezu alle großen Häfen in Europa, um Neugestaltungen zu diskutieren. Besonders erwähnenswert ist sein Gutachten zu den Betriebsverhältnissen im Hafen von Valparaíso und seine Studie zur Erweiterung des Hafens in Greenville in Liberia. Außerdem publizierte Förster umfangreich.